# Ložisková geologie
Ložisková geologie či ekonomická geologie je geologická disciplína, jejímž úkolem je studovat zákonitosti vzniku, stavby, složení a rozšíření ložisek nerostných surovin. Její náplní je i řešení vztahů mezi ložiskovými akumulacemi a okolním geologickým prostředím, stanovení tvaru a tektonické stavby ložisek, struktur a minerálního obsahu těžené suroviny. Při tom využívá znalosti dalších vědních oborů jako je geochemie, mineralogie, geofyzika, petrologie a strukturní geologie, které mohou být užitečné při pochopení, popisu nebo těžbě surovin.
Ložiskovou geologií se zabývají vědečtí odborníci – geologové, je však i předmětem zájmu státních institucí, investorů, burzovních analytiků a jiných profesí jako jsou báňští inženýři, či environmentalisté, kteří se podílejí na minimalizaci nepříznivých vlivů těžby na životní prostředí.
Rozvoj ložiskové geologie úzce souvisel se získáváním životních potřeb z přírodních nalezišť, je proto logicky výrazně vázána na hornictví. Zpočátku šlo o neucelené poznatky z hornické praxe a prospekce nerostných surovin, které byly děděny a předávaly se ústním podáním. První filosofické základy hypotéz vzniku rud přinesly starověké civilizace. Jedněmi z prvních významných odborných děl zabývajících se problémy ložiskové geologie byly práce Georgia Agricoly z přelomu 15. a 16. století. První báňské školy vznikly v průběhu 18. století v Jáchymově, Banské Štiavnici a německém Freibergu. Ložisková geologie prošla v 18. a 19. století značným vývojem, který souvisel s hledáním základních geologických a přírodních zákonů. Od začátku 20. století byly definovány základní genetické modely ložisek a jejich klasifikace. Významnou byla práce Waldemara Lindgrena, který zavedl dodnes používanou genetickou klasifikaci ložisek. Značný pokrok ve výzkumu přinesly nové metodiky, zvláště výzkum fluidních inkluzí, ale i termodynamické a počítačové modelování.
V průběhu vývoje se geologie ložisek nerostných surovin postupně diferencovala na odbory se specifickým zaměřením, jsou to zejména:
- nauka o genezi ložisek nerostných surovin – studuje zákonitosti mechanismu vzniku ložisek nerostných surovin
- systematická ložisková geologie – charakterizuje jednotlivé surovinové typy
- regionální ložisková geologie – studuje a popisuje ložiskové poměry určitých geologických a hospodářskoprávních územních celků
- metodika a metody vyhledávání a průzkumu ložisek – na základě ostatních oborů navrhuje vhodné vyhledávacích a průzkumných přístupů
- výpočet zásob a báňská geologie – se zabývá výpočtem zásob, vhodností těžby a dokumentací ložisek
- ekonomika nerostných surovin – zabývá se nerostnými surovinami ve vztahu k hospodářství a jejich hospodárnému využívání